# Universiteit Ostrava
De Universiteit Ostrava (Tsjechisch: Ostravská univerzita, afkorting: OSU) is een universiteit in de Tsjechische stad Ostrava.
De universiteit bestaat uit zes faculteiten: letteren, natuurwetenschappen, geneeskunde, pedagogiek, sociale wetenschappen en beeldende kunst en muziek. Daarnaast zijn er een instituut voor sociaal werk en een instituut voor onderzoek en toepassing van Fuzzy logic.
De in 1999 opgerichte bibliotheek van de universiteit heeft een bestand van meer dan 200.000 boeken.